# Orsinome cavernicola
Orsinome cavernicola là một loài nhện trong họ Tetragnathidae.
Loài này thuộc chi Orsinome. Orsinome cavernicola được miêu tả năm 1878 bởi Thorell.